# Na stráž!
Na stráž! byl pozdrav, který užívali členové Hlinkovy gardy (polovojenská organizace Hlinkovy slovenské ľudové strany působící v letech 1938–1945). 

## Před vznikem Hlinkových gard
Úsloví Na stráž bylo užíváno už před jeho zavedením jako pozdrav v Hlinkových gardách, např.:
- Československý Sokol zavedl v roce 1920 pro své členy odznak „Na stráž!“. Na odznaku, jehož autorem byl Stanislav Sucharda, byl reliéfně zobrazen muž s šavlí a nápis „Na stráž!“[1]
- Na Slovensku používali pozdrav „Na stráž!“ před Hlinkovými gardami už členové slovenského katolického skautingu.[2]

## 1938–1945

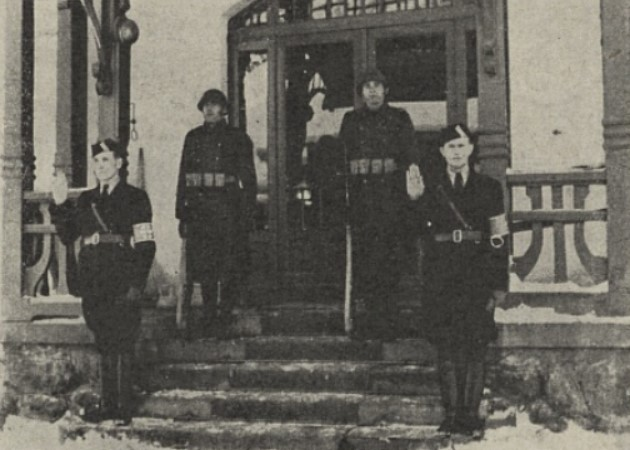
Členové Hlinkovy gardy vítají presidenta Háchu pozdravem Na stráž! (Štrbské pleso, 1938)

Pozdrav vznikl pod vlivem fašistických hnutí v Itálii a v Německu. Je citátem z pochodové písně, kterou slovenští gardisté zpívali:
| „ | Kamaráti, Na stráž, velí vodca náš, na vrchu Kriváňa postavíme stráž. Slovensko si ubránime a keď treba uderíme! | “ |

Pozdrav „Na stráž!“ užívali členové Hlinkovy gardy od jejích počátků, byl doprovázen zdvižením pravice do výše očí. Postupně se projevovaly snahy zavést tento pozdrav i ve státních institucích Slovenského štátu.

## Po druhé světové válce
Hlinkova garda byla po druhé světové válce zakázána a rozpuštěna, tím zaniklo i legální užívání jejího pozdravu. 
Ve 21. století se na Slovensku stal pozdrav „Na stráž!" předmětem soudních jednání s tím, že jím byly projevovány sympatie k ľuďáckému režimu na Slovensku z let 1938–1945 a k Hlinkově gardě. V roce 2018 byl za veřejné užití tohoto pozdravu člen ĽSNS Mariana Kotleby odsouzen k pokutě 5 000 EUR. Obdobně byla v roce 2016 z podobných důvodů zamítnuta registrace občanského sdružení Ľudová stráž.